# Dajabón (rijeka)
Dajabón (također nazvana Rijeka masakra) (fra. Rivière du Massacre; špa. río Dajabón) je rijeka koja čini najsjeverniji dio međunarodne granice između Dominikanske Republike i Haitija.

## Etimologija
Rijeci su ime dali autohtoni stanovnici otoka koji govore Arawak, Taíno, kao "Dahabōn", što potječe od Dajaus monticola, slatkovodne ribe koja živi u karipskoj regiji.
Francuska verzija imena rijeke, "Rivière du Massacre" (Rijeka masakra), odnosi se na bitku iz 1728. godine u kojoj su španjolski doseljenici ubili trideset francuskih gusara u blizini rijeke. Ovo je ime postalo popularno nakon što je bilo mjesto brojnih ubojstava tijekom masakra u Peršinu — iako taj događaj nije, suprotno uvriježenom mišljenju, porijeklo njegovog imena.

## Geografija
Izvor ima u središnjim Kordiljerama na planini Pico de Gallo u Dominikanskoj Republici. Dalje nizvodno kroz dominikansku provinciju Dajabón do granice između Dominikanske Republike i Haitija, zatim teče duž haićanskog departmana Nord-Est (lijeva obala) i dominikanskih provincija Dajabón i Monte Cristi (desna obala), zatim se ulijeva u zaljev Manzanillo i u Atlantski ocean zapadno od dominikanskog grada Pepillo Salcedo. Dugačka je 55 kilometara od čega nešto više od 7 km dijeli s Haitijem. Dominikanski grad Dajabón nalazi se nasuprot haićanskom gradu Ouanaminthe.
Posljednjih godina izgubio je tok zbog ekološki neodrživih praksi, posebice uništavanja šuma zbog masovne sječe bez naknadnog pošumljavanja, te prakse neselektivnog uklanjanja pijeska iz korita kanala bez ikakvih tehničkih kriterija.

## Povijest
Godine 2023. spor oko vode u rijeci Dajabon doveo je dominikanskog predsjednika Luisa Abinadera da zatvori granicu s Haitijem. U 2024. nastavljaju se sporovi između dviju zemalja oko korištenja i upravljanja vodnim resursima rijeke Masacre. Pitanja kao što su razgraničenje, riječna plovidba i očuvanje okoliša pogoršala su te napetosti. 

## Vanjske poveznice
|  | Zajednički poslužitelj ima još gradiva o temi Dajabón (rijeka) |